# Mark VIII
(Mk VIII), известный также под неофициальным названием «Либерти», (англ. Liberty) — тяжёлый танк периода Первой мировой войны, совместная разработка Великобритании и США. Производство Mk VIII началось слишком поздно, и принять участие в войне он уже не сумел, однако уже после окончания войны с июля 1919 года по июнь 1920 года в США были произведены 100 танков этого типа (до 1930 года Mk VIII был единственным тяжёлым танком в армии США). Mk VIII использовались для учебно-тренировочных целей до начала 1930-х годов, а после снятия с вооружения к 1932 году оставались на хранении до начала Второй мировой войны, после чего несколько из них были переданы Канаде для учебно-тренировочных целей по цене металлолома.

## История создания
В 1916 году генерал Джон Першинг назначил одного из своих офицеров ответственным за создание танкового корпуса для американской армии. Этот офицер, майор Джеймс Дрейн, отправился за соответствующей информацией в Лондон к подполковнику Альберту Стерну, который только что был назначен секретарём Комитета сухопутных кораблей королевской морской авиации. Этот комитет так же был первым в области взаимодействия родов войск. Сначала был сделан заказ на 600 танков Mk VI, но в сентябре 1917 года майор Дрейн порекомендовал танк Mk VIII, который был ещё в стадии разработки. После этого союзники ощутили преимущества стандартизации, так как для неё было всё необходимое — английские технологии и производственные мощности США.
По замыслу разработчиков данная модель должна была составить основу танкового парка союзников. Проектирование началось летом 1917 года, а для массового производства планировалось построить во Франции завод, который выпускал бы ежемесячно по 300 машин. США обязались поставлять двигатели, трансмиссию и механизмы управления. Великобритания — броню, траки, катки и вооружение. Франция — построить завод, материалы для строительства должны были прибыть из Великобритании.
11 ноября 1917 года проект трёхстороннего договора был представлен на рассмотрение Черчиллю (в то время он был министром снабжения армии). Также в проекте предусматривалась совместная англо-американская разработка нового танка. В декабре 1917 года Черчилль одобрил договор и в первые дни 1918 года договор был подписан в Лондоне министром иностранных дел Великобритании Артуром Бальфуром и послом США в Великобритании Уолтером Пейджем.
4 декабря 1917 года во Франции состоялась первое заседание союзной танковой комиссии, на котором была принята начальная программа производства. В соответствии с этим документом ежемесячно должно производиться 300 танков, а потом — до 1200. Однако после наступления Германии в марте 1918 года нанесло серьёзный ущерб материальным ресурсам англичан, а провал американской авиастроительной программы не позволил обеспечить танковое производство авиационными двигателями. На день подписания перемирия в Великобритании было готово 100 комплектов узлов и деталей, а США произвели лишь половину двигателей, из предусмотренных 2950 штук. Спустя неделю после заключения перемирия Франция вышла из совместного предприятия, а интерес Великобритании к танку остыл. До перемирия англичане успели построить 7 танков. Первенец с корпусом из обычной стали с двигателем «Роллс-Ройс» изготовила фирма «Норт Бритиш Локомотив» в Глазго. Остальные, с корпусами из броневой стали, построили завод «Ханслет энд Осмондторп» в Лидсе. Эти машины имели силовую установку из двух 6-цилиндровых 150-сильных «Рикардо», установленных V-образно.
Один корпус из обычной стали переправили за океан как образец для дальнейшей сборки машин. 29 сентября Mk VIII впервые самостоятельно сдвинулся с места. Вооружение первоначально отсутствовало, но впоследствии его установили — 2 пушки и пулемёты «гочкис». Это был единственный экземпляр США с пулемётами этой фирмы. В октябре начались испытания, которые завершились успешно. Все имеющиеся у англичан комплекты узлов и деталей были доставлены в арсенал Рок-Айленд (штат Иллинойс), где в течение 1919—1920 гг. производилась сборка серии из 100 машин для армии США.

## Описание
Mk VIII отличался целым рядом серьёзных усовершенствований, став логическим завершением развития английских тяжёлых ромбовидных танков.
Корпус Mk VIII представлял собой клёпаную конструкцию. Лобовые детали выполнялись из 16-мм брони, бортовые — 10-мм, крыша и днище — 6-мм. Оси катков жёстко закреплялись в броневом корпусе. Траки гусеничной цепи изготавливались из броневой стали.
Mk VIII являлся наиболее сильным в плане вооружения и наиболее рациональным в плане размещения оружия (из тяжёлых танков). В каждом спонсоне монтировалась установка 6-фунтовой (57-мм) пушки «гочкис». Сектор обстрела — 100°. Конструкция была улучшена и позволяла частично втягивать спонсон внутрь корпуса для уменьшения габаритов при перевозке по железной дороге. Перевод из транспортного положения в боевое занимал всего несколько минут. На спонсоны не устанавливали пулемёты — их ставили на боковые двери в сферические бронировки с сектором обстрела 45°, причём пулемётов там не было — их, при необходимости, снимали с боевой башни, где их было 5 штук. Вместо французских ружей-пулемётов «гочкис» американцы ставили свои пулемёты «браунинг» 7.7-мм 1914 года. В башне находилось 2 пулемёта в шаровых опорах лобовых стенок и по 1 в бортовых и кормовых стенках. Угол горизонтального обстрела каждого пулемёта составлял 30°. Позже установки в боковых стенках убрали. Первоначально Mk VIII оборудовался семафором, но в серийных танках его не было. На крыше башни имелась наблюдательная башенка с щелями для наблюдения. Одну машину оснастили (для эксперимента) стробоскопом, как у французского танка 2C. Был ещё 1 образец танка, отличающийся от стандартных-английский Mk VIII, он был без наблюдательной башенки.
Орудийный боекомплект (208 выстрелов) размещался в боеукладках посередине танка и в передней части боевого отделения по бортам. Силовое отделение находилось изолировано в кормовой части танка. В нём располагался авиационный V-образный 12-цилиндровый мотор «Либерти» жидкостного охлаждения (343 л. с. при 1400 об\мин). На 1 машине экспериментально установили систему внутреннего и внешнего охлаждения двигателя. Это была попытка (впоследствии — удачная) устранить проблему утечек в штатной системе охлаждения, когда танки начали стареть. Этот Mk VIII сохранился до нашего времени.
Крутящий момент от мотора передавался на два поперечных вала через коробку скоростей конструкции майора У. Дж. Вильсона. Последняя состояла их 2-х последовательно включаемых планетарных передач. Коробка давала всего 2 скорости вперёд и 2 назад, но не вызывала остановку машины при их переключении. Передача вращения с поперечных валов на ведущие колёса осуществлялась при помощи цепей Галля через бортовые передаточные колёса. Между цепями размещались бронированные бензобаки.
Экипаж состоял из водителя, командира, стрелка и заряжающего на каждое орудие, пулемётчиков и инженера-механика, размещавшегося в силовом отделении за перегородкой. По сравнению с инженером-механиком остальные члены экипажа находились в более комфортабельных условиях — в боевом отделении была установлена система создания повышенного давления, которая способствовала уменьшению дыма, понижению температуры и снижению уровня шума, а также снижала вероятность пожара.

## Mk VIII*
В 1918 году, из-за распространённой проблемы — пересечение траншей, были планы создать более длинный танк: Mk VIII*. Корпус должен был быть удлинён на 3 метра. Тогда танк сможет пересечь траншею 5,5 метров шириной. Чтобы он мог двигаться, несмотря на его критически высокое отношение «ширина-длина», гусеницы сделали более изогнутыми, так, чтобы меньшая часть гусеницы касалась земли. Удельное давление на грунт при этом увеличилось, поскольку вес танка достиг 42.5 тонн. Если бы танк попал на мягкий грунт, то он, скорее всего, не смог бы двигаться. Танк Mk VIII* остался на бумаге — не построили даже опытный образец.

## Заключение
На протяжении 1920-х годов танки Mk VIII составляли тяжёлую группу (67th Infantry Regiment (Tank)) армии США, состоявшую из 3-х батальонов. Технический предел совершенствования был достигнут в модификации Mk VIII*, который, правда, остался в проекте. Этот танк был первым примером международного сотрудничества в танкостроении. В 1932 году Mk VIII был снят с вооружения армии США и был переведён на Абердинское танковое кладбище (штат Мэрилэнд). Там они были до 1939 года, так как их передали Канаде в учебных целях. Пушки этого танка никогда не стреляли на поле боя.

## Mark VIII в кино
- Танк Mark VIII появляется в фильме «Индиана Джонс и последний крестовый поход». Для съёмок использовался муляж танка, а основу составлял экскаватор[1].

## Состоял на вооружении
- США
- Канада